# Simone Tanner Chaumet
Simone Tanner Chaumet (1916. – 25. svibnja 1962.) bila je francuska mirovna aktivistica i volonterka za SCI (Međunarodna državna služba) između 1943. i 1945. u Francuskoj i između 1951. i 1956. u Alžiru. U državi Izrael 2011. godine počašćena je kao Pravednica među narodima za svoje akcije spašavanja židovske djece tijekom Drugog svjetskog rata. 

## Rani život
Chaumet je rođena tijekom rata 1914. – 1918., ali njezin točan datum i mjesto rođenja nisu poznati. Nikada nije poznavala svog oca. Ova je situacija utjecala na njezinu osjetljivost u mladim godinama. Njezina se majka ponovno udala. Njezin očuhje bio simpatičan muškarac koji je odveo svoju suprugu i dvije kćeri u Cannes da tamo žive. Veza između Simone i njezina očuha bila je intenzivna. Godine 1942. pridružila se CLAJ-u (Club loisirs action jeunesse) sa svojim prijateljem Jamyjem Bissérierom, a 1943. postala je tajnica CLAJ-a koji je bio povezan s "Amitiés Chrétienne" u Col du Fanget u francuskim Alpama. Dok je tamo radila, spasila je život židovskoj djeci (François Gelbert, Maurice i Charles Wrobel, Gilbert i Maxime Allouche) tijekom Drugog svjetskog rata u Francuskoj.

## Chaumet i SCI (Međunarodna državna služba)
SCI je bio vrlo važan za Simone i njezin život. Pazila je na pozive SCI-a i odlučila je biti volonterka u ime SCI-a. Bila je vrlo aktivna u Francuskoj između 1945. i 1950. za ovu grupu i nastavila je biti dugogodišnji volonter u Alžiru između 1951. i 1956. Udala se za tajnika SCI-a Emilea Tannera. Simone je istraživala korisne aspekte obrazovanja dok je bila volonterka za SCI i osnovala je školu u Bouzareahu. Željela je pomoći ljudima koji nisu znali čitati i pisati i djeci koja su trebala obrazovanje.  

## Smrt i komemoracija
Ubijena je 25. svibnja 1962. u alžirskom ratu za neovisnost. Spomen-ploča postavljena je na Col du Fanget 7. svibnja 2005. godine. Djeca kojoj je Simone spasila život (François Gelbert, Gilbert i Maxime Allouche) prisustvovali su komemoraciji. Također, u Izraelu su je komemorirali jer je spasila živote židovske djece tijekom Drugog svjetskog rata u Francuskoj. Konačno, počašćena je 24. listopada 2011. godine kao Pravednica među narodima u okrugu Salle des Fêtes de la Mairie du 6e, 78 rue Bonaparte, u Parizu. Tanner-Chaumet navedena je na pločici zida alžirskog Ministarstva vanjskih poslova (Zida nestalih osoba izgubljenih tijekom ratova u Alžiru).